# Lorenz Böhler
Lorenz Böhler (Wolfurt, 15 januari 1885 - Wenen, 20 januari 1973) was een Oostenrijkse chirurg. 
Hij wordt gezien als de grondlegger van de hedendaagse ongevallenchirurgie. Hij was hoofd van het later naar hem vernoemde Lorenz-Böhler-Unfallkrankenhaus aan de Lorenz-Böhler-Gasse in het Weense district Brigittenau. Dit ziekenhuis vormde lange tijd het voorbeeld voor vele soortgelijke ziekenhuizen in de rest van de wereld.
Böhler ontwikkelde speciale behandelmethoden voor botbreuken.

## Levensloop
Böhlers fascinatie voor de geneeskunde kende zijn begin toen hij op elfjarige leeftijd de eerste röntgenfoto van de hand van de vrouw van Wilhelm Conrad Röntgen zag. In 1904 begon hij aan zijn studie geneeskunde. Hierna werkte hij een jaar als scheepsarts, in 1913 was hij werkzaam in het Tsjechische Děčín. Gedurende de Eerste Wereldoorlog was hij hoofd van een lazaret bij Bozen in Zuid-Tirol en bouwde dit uit tot een speciaal centrum voor botbreuken. Daarna werd hij geneesheer-directeur van het Kaiser-Franz-Josef-Jubiläumskrankenhaus in Brixen. In 1925 werd hij echter als Oostenrijks staatsburger gedwongen het inmiddels Italiaanse Zuid-Tirol te verlaten. In Wenen liet hij vervolgens het later naar hem vernoemde ziekenhuis, destijds aan de Webergasse, bouwen. In 1929 verscheen zijn boek over de technieken bij botbreukenbehandeling, dat spoedig in vele talen werd vertaald.

## Trivia
- De hoek van Böhler, vernoemd naar bovenstaand medicus, wordt in de radiologie gebruikt voor het aantonen dan wel uitsluiten van een calcaneusfractuur.

- Bibsys: 90561040
- Biblioteca Nacional de Chile: 000303173
- Biblioteca Nacional de España: XX1206931
- Catàleg d'autoritats de noms i títols de Catalunya: 981058524119806706
- Gemeinsame Normdatei: 119044382
- International Standard Name Identifier: 0000 0000 7145 4633
- Library of Congress Control Number: nr94026074
- Nationale Bibliotheek van Letland: 000296161
- Nationale Bibliotheek van Tsjechië: nlk20020124780
- Nationale Bibliotheek van Israël: 987007258970705171
- Nationale Bibliotheek van Polen: a0000003402651
- Nederlandse Thesaurus van Auteursnamen: 072046481
- Réseau des bibliothèques de Suisse occidentale: 02-A003063993
- Système universitaire de documentation: 074701789
- Virtual International Authority File: 5732348
- WorldCat: E39PBJcrdtB4QG6FMRyyJWkdQq